# Universitat Nihon
La Universitat Nihon (japonès: Nihon Daigaku (日本大学)), també coneguda com a Nichidai (日大) és una universitat privada del Japó. Va ser fundada l'any 1889 pel ministre de justícia de l'Imperi Japonès Yamada Akiyoshi.

## Històric
Nichidai és la universitat més gran del Japó. Amb més de 100 000 estudiants a finals de la dècada de 1960, va rebre el sobrenom de la «universitat mamut». Actualment sobrepassa els 70000 estudiants.
El 15 d'abril de 1968, la revelació d'una malversació de 2.000 milions de iens per part de l'administració de la Universitat de Nihon va causar un escàndol: Els estudiants demanaven a les autoritats l'autogestió dels estudiants. A falta de resposta, van ocupar la universitat i la van paralitzar en el marc més ampli dels moviments socials de 1968 arreu del món, obligant el president de Nihon a negociar.
La universitat comprèn una federació de col·legis i instituts coneguts per haver produït nombrosos CEO japonesos. El seu Col·legi d'Art (日芸 — Nichigei), situat just al costat de l'estació de tren d'Ekoda al barri de Nerima de Tòquio, és conegut per produir molts artistes que representen el Japó a fotografia, teatre i cinema. A més, la universitat té més de 20 escoles secundàries afiliades que porten el seu nom a tot el Japó, des de les quals un nombre significatiu d'estudiants van a estudiar a la institució com a estudiants de grau. Actualment, la universitat té "16 col·legis i 87 departaments, 20 escoles de postgrau, 1 universitat junior que es compon de 5 departaments, 1 divisió de correspondència, 32 instituts de recerca i 3 hospitals."

## Organització

### Facultats
- Dret (1889-; Chiyoda, Tòquio i Saitama, Saitama)
- Humanitats i Ciències (1901-; Setagaya, Tòquio)
- Economia (1904-; Chiyoda, Tòquio)
- Comerç (1904-; Setagaya, Tòquio)
- Arts (1921-; Nerima, Tòquio i Tokorozawa, Saitama)
- Relacions internacionals (1978-; Mishima, Shizuoka)
- Ciència i tecnologia (1920-; Chiyoda, Tòquio i Funabashi, Chiba)
- Tecnologia industrial (1952-; Narashino, Chiba)
- Enginyeria (1947-; Koriyama, Fukushima)
- Medicina (1925-; Itabashi, Tòquio)
- Odontologia (1921-; Chiyoda, Tòquio)
- Odontologia a Matsudo (1971-; Matsudo, Chiba)
- Ciència dels recursos biològics (1943-; Fujisawa, Kanagawa)
- Farmàcia (1952-; Narashino, Chiba)
- Curs per correspondència (1948-; Chiyoda, Tòquio)

## Estudiants universitaris
Els antics alumnes inclouen:
- Ken Domon (1909-1990)
- Kinji Fukasaku (1930-2003)
- Kishin Shinoyama (1940-)
- C. W. Nicol (1940-2020)
- Yoshiyuki Tomino (1941-)
- Ichiro Ozawa (1942-)
- Kansai Yamamoto (1944-2020)
- Ian Buruma (1951-)
- Banana Yoshimoto (1964-)
- Sido Nakamura (1972-)